# قلعه اوماگاتاکه

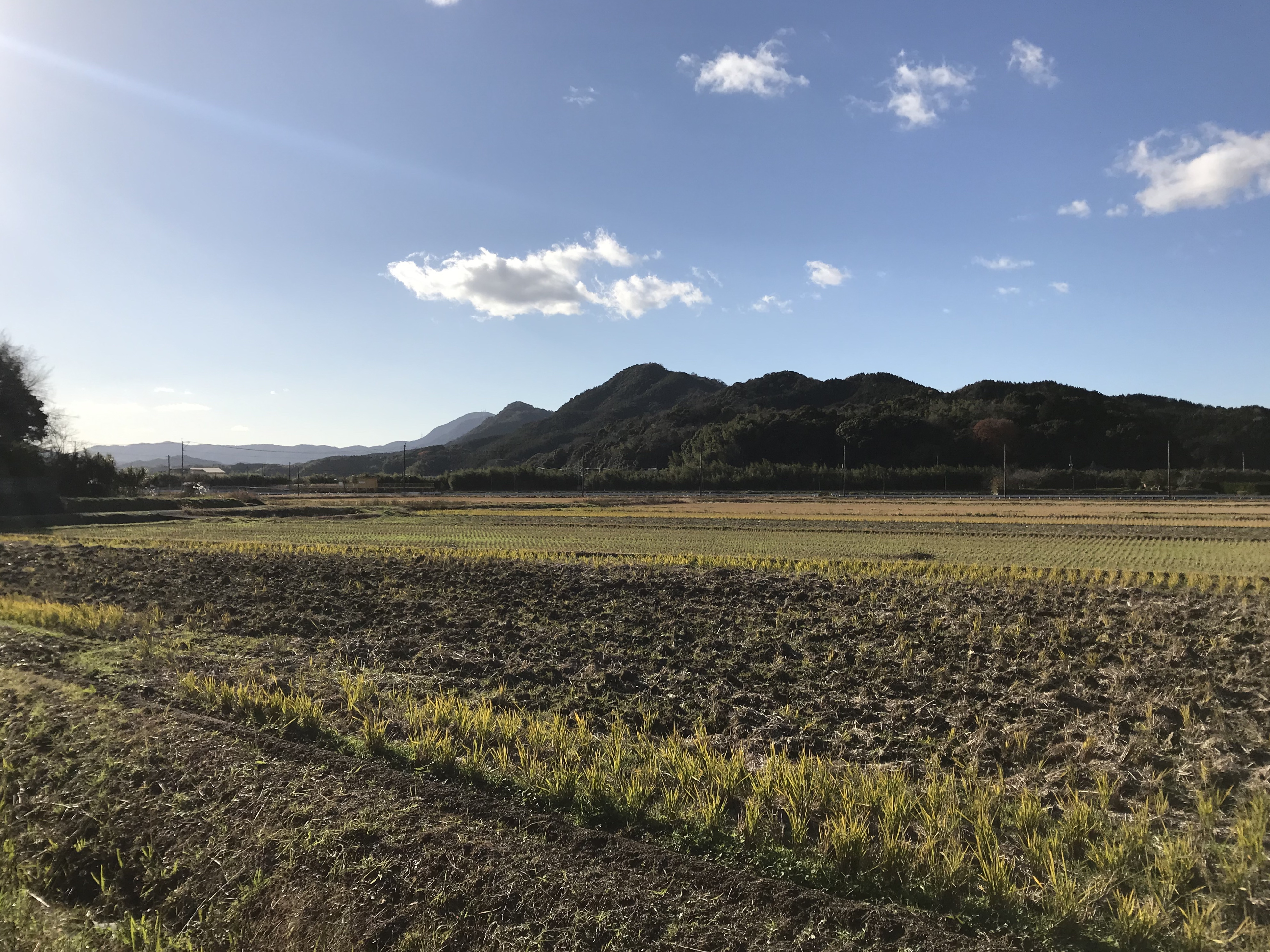
محل قلعه

قلعه اوماگاتاکه (به ژاپنی: 馬ヶ岳城 うまがだけじょう)، یک قلعه ژاپنی بود که در یوکوهاشی، فوکوئوکا، ه در استان فوکوئوکا در ژاپن واقع شده بود.